# Carl Gustaf Närlinge
Carl Gustaf Närlinge, Carl Gustaf Olsson i Golvasta, född 7 september 1885 i Bollnäs, Gävleborgs län, död 18 oktober 1965 i Linköping (Sankt Lars), var en svensk lantbrukare och centerpartistisk riksdagspolitiker.
Närlinge var ledamot av riksdagens andra kammare från 1918, fram till 1920 invald i Kopparbergs läns östra valkrets, därefter vald av Uppsala läns valkrets.